# De frivilligas marsch
"De frivilligas marsch" (义勇军进行曲, pinyin: Yìyǒngjūn jìnxíngqǔ) är Kinas nationalsång. Den är en marsch skriven under andra sino-japanska kriget (1937–1945) av Tian Han (田汉) till musik av Nie Er (聂耳).

## Historia
Sången, som handlade om det kinesiska folkets kamp mot japanerna, var populär under Republiken Kina, men sedan den anammats av kommunisterna kom den från 1949 till 1990-talet att vara förbjuden i Taiwan.
Vald till provisorisk nationalsång strax före utropandet av Folkrepubliken Kina 1949 kom De frivilligas marsch att förbjudas under Kulturrevolutionen (1966–1976), som följd av att Tian Han kritiserades och fängslades (Tian dog i fängelset 1968). I praktiken fungerade istället Östern är röd som nationalsång.
År 1978, två år efter Mao Zedongs död, återinfördes De frivilligas marsch som nationalsång, men med en ny text som hyllade kommunistpartiet och Mao. Ändringen, som sammanföll med Deng Xiaopings makttillträde blev inte populär och 1982 beslöts om en återgång till originaltexten, som signifikant nog varken nämner partiet eller någon speciell ledare, utan betonar den nationella enheten.
Sången blev officiellt utropad till nationalsång av Nationella folkkongressen 2004 och inskriven som tillägg i den kinesiska grundlagen.

## Text (original, tillika nuvarande version)
| 起来！不愿做奴隶的人们！ 把我们的血肉，筑成我们新的长城！ 中华民族到了最危险的时候， 每个人被迫着发出最后的吼声。 起来！起来！起来！ 我们万众一心， 冒着敌人的炮火，前进！ 前进！前进！进！ | Qǐlái! Búyuàn zuò núlì de rénmen! Bǎ wǒmen de xuèròu zhùchéng wǒmen xīnde chángchéng! Zhōnghuá Mínzú dào le zùi wēixiǎnde shíhòu, Měige rén bèipòzhe fāchū zùihòude hǒushēng. Qǐlái! Qǐlái! Qǐlái! Wǒmen wànzhòngyīxīn, Màozhe dírén de pàohuǒ, Qiánjìn! Qiánjìn! Qiánjìn! Jìn! | Stå upp ni folk som vägrar vara slavar! Med vårt kött och blod bygger vi vår nya långa mur! Det kinesiska folket har nått sin farligaste stund, Alla måste uppge ett sista vrål: Stå upp! Stå upp! Stå upp! En tiotusenhövdad massa med ett hjärta, vågar oss mot fienden eld! Vågar oss mot fienden eld, Framåt! Framåt! Framåt! Fram! |

## Text (1978–1982)
| 前进！各民族英雄的人民！ 伟大的共产党领导我们继续长征。 万众一心奔向共产主义明天， 建设祖国保卫祖国英勇地斗争。 前进！前进！前进！ 我们千秋万代 高举毛泽东旗帜，前进！ 前进！ 前进！ 进！ | Qiánjìn! Gè mínzǔ yīngxióngde rénmín, Wěidàde gòngchǎndǎng lǐngdǎo wǒmen jìxù chángzhēng. Wànzhòng yīxīn bēn xiàng gòngchǎnzhǔyì míngtiān, Jiànshè zǔgúo bǎowèi zǔgúo yīngyǒngde dòuzhēng. Qiánjìn! Qiánjìn! Qiánjìn! Wǒmen qiānqīu-wàndài Gāojǔ Máo Zédōng qízhì, qiánjìn! Qiánjìn! Qiánjìn! Jìn! | Framåt! Hjältemodigt folk av alla nationaliteter! Det stora kommunistpartiet leder oss att fortsätta den långa marschen, En tiotusenhövdad massa med ett hjärta löper mot en kommunistisk morgondag, Bygg upp fäderneslandet, försvara fäderneslandet, kämpa hjältemodigt. Framåt!, Framåt!, Framåt! I tusen år och tiotusen generationer, går vi framåt höjandes Mao Zedongs fana! går vi framåt höjandes Mao Zedongs fana! Framåt! Framåt! Fram! |